# Henriette Confurius
Henriette Confurius, född 5 februari 1991 i Berlin, är en tysk-nederländsk skådespelerska.

## Filmografi
- 2001: Frauen, die Prosecco trinken
- 2001: Die Meute der Erben
- 2002: Ballett ist ausgefallen (kortfilm)
- 2002: Mein erstes Wunder
- 2003: Nachmittag in Siedlisko (kortfilm)
- 2003: Polizeiruf 110: Verloren
- 2004: Bella Block: Das Gegenteil von Liebe
- 2005: Ein starkes Team: Lebende Ziele
- 2006: Show Time (kortfilm)
- 2006: Hilfe, meine Tochter heiratet
- 2007: Der Novembermann
- 2007: Tatort: Strahlende Zukunft
- 2007: Notruf Hafenkante: Der verlorene Sohn
- 2007: In aller Freundschaft: Wiedererweckte Gefühle
- 2008: Das Geheimnis im Wald
- 2009: Die Wölfe: Nichts kann uns trennen
- 2009: Die Gräfin (The Countess)
- 2009: Ellas Geheimnis
- 2009: Jenseits der Mauer
- 2009: Ein Fall für zwei – Kleiner Satellit
- 2010: Inspektor Barbarotti – Mensch ohne Hund
- 2010: Eichmanns Ende – Liebe, Verrat, Tod
- 2010: Küstenwache – Claras Traum
- 2010: Familie Fröhlich – Schlimmer geht immer
- 2011: Der ganz große Traum
- 2011: Liebe am Fjord – Das Meer der Frauen
- 2011: Tatort: Herrenabend
- 2011: Ameisen gehen andere Wege
- 2011: Der Staatsanwalt: Liebe und Hass
- 2012: SOKO Wismar: Kammerflimmern
- 2012: Die Bergretter: Sicht gleich Null
- 2012: Countdown – Die Jagd beginnt: Romeo und Julia
- 2012: Sechs auf einen Streich: Allerleirauh
- 2013: Die Holzbaronin
- 2013: Tatort: Kalter Engel
- 2014: Ein blinder Held – Die Liebe des Otto Weidt
- 2014: Die geliebten Schwestern
- 2014: Letzte Spur Berlin: Heimweg
- 2014: Die Fremde und das Dorf
- 2015: Tannbach – ett krigsöde
- 2023 – Transatlantic (TV-serie)